# Columbia Records
Columbia Records és un segell discogràfic nord-americà propietat de Sony Music Entertainment, filial de Sony Corporation of America, la divisió nord-americana del conglomerat japonès Sony. Es va fundar el 15 de gener de 1889, a partir de l'American Graphophone Company, successora de la Volta Graphophone Company. Columbia és la marca més antiga que ha sobreviscut en el negoci dels enregistraments sonors, i la segona gran productora de discos. Del 1961 al 1991, els seus enregistraments es van publicar fora d'Amèrica del Nord amb el nom de CBS Records per evitar la confusió amb la Columbia Graphophone Company d'EMI. Columbia és un dels quatre segells discogràfics més importants de Sony Music, juntament amb el seu antic rival RCA Records, així com Arista Records i Epic Records.

## Història
Columbia fou originalment la distribuïdora i venedora dels Fonògrafs d'Edison i els cilindres per als fonògrafs a Washington, DC, Maryland i Delaware. Com era el costum d'algunes companyies regionals de fonògrafs, Columbia va produir molts dels enregistraments en cilindres comercials.
Columbia va incrementar els seus llaços comercials amb Edison i la "North American Phonograph Company" el 1893, i posteriorment només venia enregistraments i fonògrafs de la seva pròpia manufactura. Columbia va començar venent discos gravats i fonògrafs addicionalment als sistemes de cilindres el 1901. Per una dècada Columbia va competir tant amb la companyia de cilindres per a fonògraf d'Edison com amb la companyia de discos gravats Victor Talking Machine Company, sent un dels tres grans noms en el so gravat.
El 1908 Columbia va introduir la producció massiva dels discos de doble cara, amb enregistraments estampats en ambdós costats del disc. Això corria per als enregistraments comercials de música popular i cantants de poc renom, car els enregistraments de celebritats com a cantants d'òpera i famosos instrumentistes, van seguir sent d'una sola cara fins a l'any 1923 quan es decideix (conjuntament amb Victor i el seu famós Segell Vermell) deixar de produir aquesta classe de discos i bolcar-se de ple a la producció de discos dobles.
El 1903 comença la famosa sèrie de discos de "Celebritats" sota el nom de "Columbia Grand Opera Record", que compta amb alguns dels més destacats cantants lírics de l'època com Ernestine Schumann-Heink, Édouard de Reszke i Sigrid Arnoldson. Eren discos d'una sola cara amb acompanyament de piano, com generalment es va fer fins a 1905 quan els cantants van començar a acompanyar-se amb orquestra.
Columbia va asseure precedent en la innovació i perfeccionament que feia dels seus productes, ja sigui millorant alguns dispositius patentats per Edison o bé brindant millores de la seva pròpia inventiva quant al mecanisme dels aparells i a la seva part acústica, millorant les membranes de reproducció i d'enregistrament i arribant moltes vegades a superar els aparells d'Edison en mecànica i reproducció del so.
Al juliol de 1912 Columbia va decidir concentrar-se exclusivament en els enregistraments de discos, i aturar l'enregistrament per a cilindres i la manufactura de fonògrafs amb cilindres, encara que van continuar pressionant i venent enregistraments en cilindre del seu catàleg anterior per un o dos anys més.
A principis de 1925 Columbia va començar gravant amb el nou procés elèctric d'enregistrament sota la llicència de "Western Electric". En un acord secret amb Victor, ambdues companyies no van fer del coneixement públic el nou procés d'enregistrament per alguns mesos, això per a no danyar les vendes del seu catàleg d'enregistraments acústics mentre un nou catàleg d'enregistraments elèctrics era construït. El 1926, Columbia va adquirir Okeh Records.
El 1927 contractà com assessor artístic el músic mexicà Alfonso Esparza Oteo, i l'octubre de 1928, l'executiu de Columbia, Frank Buckley Walter es va aventurar amb els primers enregistraments del gènere de música country o "hillbilly" a Johnson City, Tennessee va incloure a artistes com Clarence Green i al lengendari violinista i actor, Charlie Bowman.

## Artistes que han publicat àlbums per Columbia
- A Static Lullaby.
- Florenci Mauné i Marimont.
- Katy B.
- Aretha Franklin.[7]
- Janis Joplin.[8]